# 双子コンプレックス
『双子コンプレックス』（ふたごコンプレックス）は、おりはらさちこによる日本の4コマ漫画作品。『主任がゆく!スペシャル』（ぶんか社）にて、vol.116（『本当にあった笑える話Pinky』2017年12月号増刊）からvol.167（『本当にあった笑える話Pinky』2022年3月号増刊）まで連載された。
一見は美少女だが、がさつあるいは思い付きの勢いでアクティブな言動を繰り返す自称「双子の姉」モモと、それに振り回される双子の兄アオを中心とするお話。

## 登場人物
梅木 モモ（うめき モモ）
双子の妹。一人称は「私」。髪はロング。ブラコン。双子の兄であるアオを弟にさせたい、自分が姉になりたいと強く願う美少女。長髪だが髪も自分で結べずアオに結ばせる、とにかくがさつで料理などもろくに出来ないが、ときどき急にアクティブになり周囲を困らせる。
梅木 アオ（うめき アオ）
双子の兄。一人称は「俺」。シスコン。がさつなモモと違い、細かな気配りが出来る常識人のため、モモに頼られっぱなしになる。
梅木 凛太郎（うめき りんたろう）
モモ、アオの父親。本編では主に「パパ」と記載される。かなりの子煩悩で、モモの結婚式のみならず、アオの結婚式でもすごいことになると宣言している。モモ、アオを分け隔てなく愛しており、よくおみやげを買ってくるなどかなり2人に甘い。
妻、佳代子ともかなりラブラブ。
梅木 佳代子（うめき かよこ）
モモ、アオの母親。本編では主に「ママ」と記載される。子供2人への愛情は多いほうだが、凛太郎のそれがかなり強いため影は薄い。
池田彩月（いけさつき）
モモたちのクラスメイトの女の子。眼鏡にツインテール。アオのことが好きで、性格は割と常識的だがアオに係わることとなると暴走してしまう。
西園（にしぞの）
モモたちのクラスメイトの男の子。眼鏡をかけている。恐らく出演人物の中で最も常識がある。モモのことを少し気にかけている。モモ・アオの双子自体にも興味あり。
花園幼稚園 園長
モモとアオが通っていた幼稚園の園長の男性。何かと園の出し物等でモモとアオを狩り出す。老猫チロを飼っている。
マリ
幼稚園のおゆうぎ会で白雪姫を演じる園児の女の子。モモに敵対心を抱き、アオのことが好きになる。
モモにゃん / アオにゃん
四コマ本編には出てこないが、コマの外枠でうろちょろしているキャラ。

## 書誌情報
- おりはらさちこ『双子コンプレックス』 ぶんか社、全3巻
  1. 2019年8月1日初版第一刷発行（2019年7月13日発売[1][4]）、ISBN 978-4-8211-3791-6
  2. 2020年11月1日初版第一刷発行（2020年10月14日発売[5]）、ISBN 978-4-8211-3964-4
  3. 2022年8月1日初版第一刷発行（2022年7月14日発売[6]）、ISBN 978-4-8211-2973-7